# Marin Kovačić
Marin Kovačić (Spalato, 14 ottobre 1943 – Spalato, 12 gennaio 2016) è stato un allenatore di calcio e calciatore croato, di ruolo centrocampista.

## Carriera

### Giocatore
Cresciuto nell'Hajduk Spalato, debutta in prima squadra il 14 maggio 1961 subentrando in occasione del match di campionato vinto contro il RNK Spalato (0-2) Con i Bili vince la prima Coppa di Jugoslavia della storia del club e successivamente prosegue la sua carriera in Austria.

### Allenatore
Dal 1977 al 1987 allena tutte le categorie giovanili dell'Hajduk Spalato per poi allenare per un periodo della stagione 1987-1988 la prima squadra. Nel 1989 guida il Neretva Metković mentre l'anno seguente allena la nazionale malesiana U-19. Il 2 ottobre 1994 viene ufficializzato sulla panchina del Mura. Il 24 maggio 1995 guida la squadra di Murska Sobota alla vittoria del primo storico trofeo, la Coppa di Slovenia. Il 13 novembre seguente, due giorni dopo la catastrofica sconfitta in campionato avvenuta contro il Primorje (5-1), viene sollevato dalla panchina della squadra slovena.

## Palmarès

### Giocatore
- Coppa di Jugoslavia: 1

Hajduk Spalato: 1966-1967

### Allenatore
- Coppa di Slovenia: 1

Mura: 1994-1995